# Солнечная улица (Санкт-Петербург)
Со́лнечная улица — улица на Крестовском острове в Петроградском районе Санкт-Петербурга. Проходит от Константиновского проспекта до улицы Вакуленчука.

## История
Название известно с 1908 года в форме Солнечный переулок. С 1969 года употребляется в современной форме Солнечная улица.

## Достопримечательности
- Утришский дельфинарий